# Burg Maruoka
Die kleine Burg Maruoka (japanisch 丸岡城, Maruoka-jō) in Sakai, Präfektur Fukui besitzt einen der zwölf aus der Edo-Zeit erhaltenen Burgtürme Japans.

## Geschichte
Die Burg wurde 1576 von Shibata Katsutoyo, Adoptivsohn des Shibata Katsuie, auf einem Hügel auf der Ostseite der Sakai-Ebene erbaut. Danach kam sie an Niwa Nagahide, Aoyama Munekatsu und Sohn Tadamoto mit einem Einkommen von 46.000 Koku. Nach der Schlacht von Sekigahara mussten die Aoyama die Burg aufgeben.

Wappen der Arima

1601 wurde Imamura Moritsugu, wichtiger Minister unter Yūki Hideyasu (Burg Fukui) Burgherr in Maruoka mit 25.000 Koku. Bereits 1613 erhielt Honda Narishige, Unter-Kanzler des Matsudaira Tadanao (Sohn des Yūji Hideyasu) die Burg mit 40.000 Koku. Er wurde nach Absetzung Tadanaos Chef des Maruoka-han. 1695 wurde Arima Kiyozumi mit dem Han (50.000 Koku) belehnt. Die Arima blieben Burgherren bis zur Meiji-Restauration.

## Die Anlage

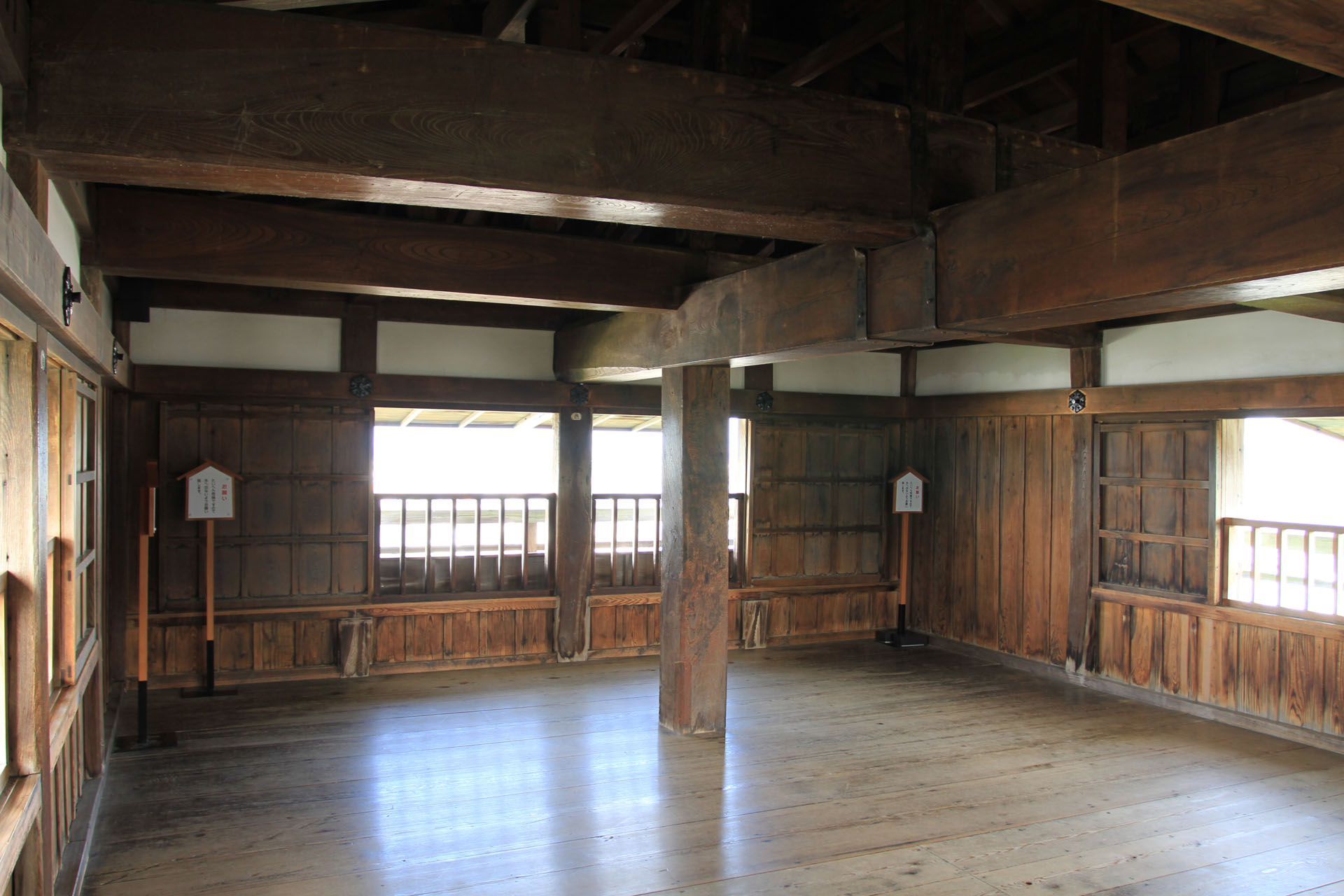
Burgturm, oberste Etage

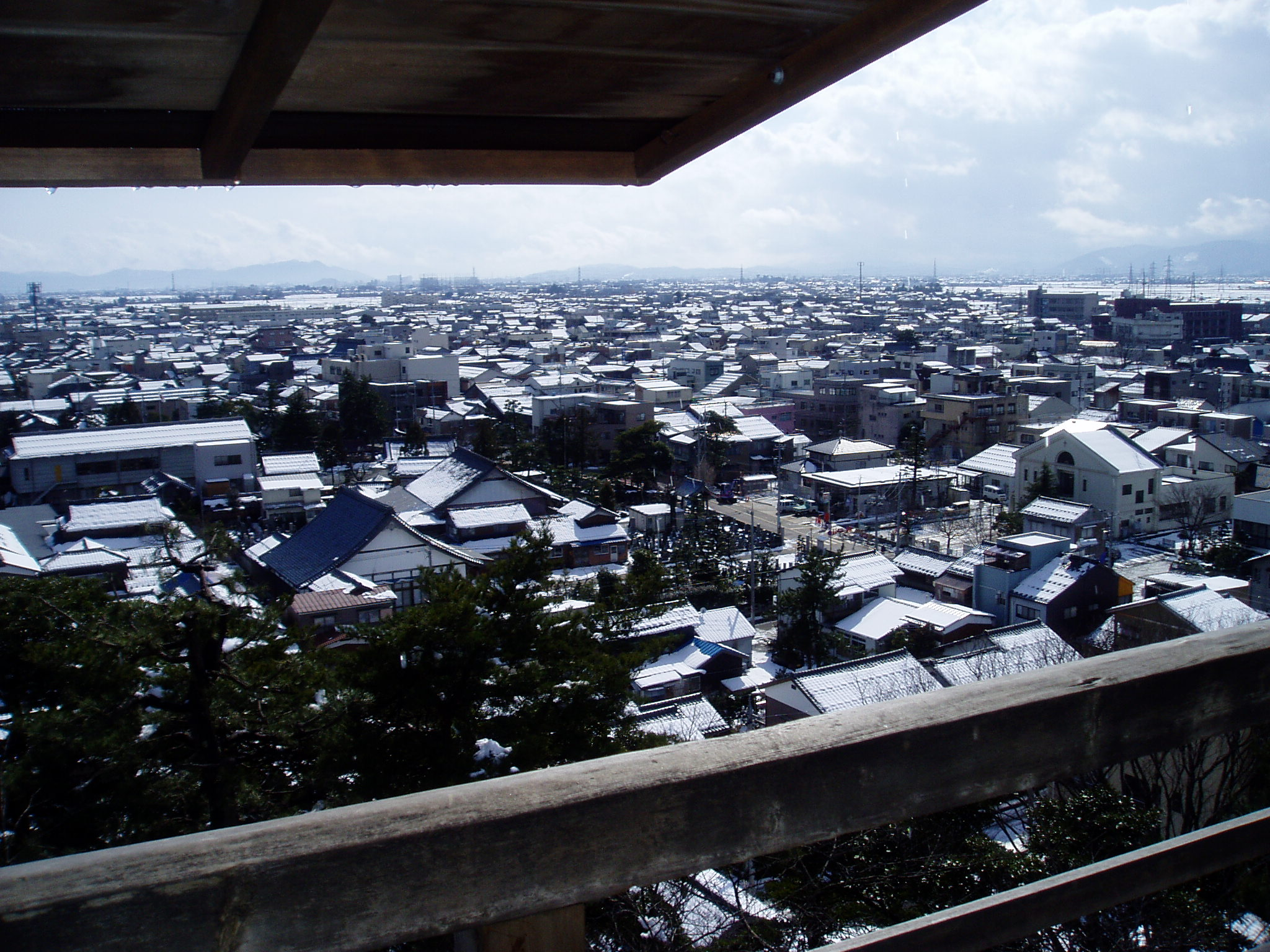
Blick vom Burgturm auf die Stadt

An die Hauptburg (Hommaru) auf dem Hügel schloss sich das Ni-no-maru mit der Residenz und Samurai-Quartieren an. Beide Maru waren von einem teichartigen Gewässer umgeben, um das herum das San-no-maru angelegt war. Dies war seinerseits von einem Graben umgeben. Vom San-no-maru gelangte man an der Westseite durch das Haupttor (Ōte-mon) in den inneren Bereich. Zudem gab es auf der Ostseite einen weiteren, kleineren Zugang, das Hintere Tor (Ura-mon).
Der Burgturm besitzt innen drei Stockwerke, die außen zu zwei Ebenen zusammengefasst sind. Es soll sich um den ältesten existierenden Burgturm Japans handeln. Er zeigt, wie der ebenfalls frühe Burgturm von Inuyama einen Ausguck auf dem Dach. Nach dem Grundriss schließt man auf einen Bau zu Beginn der Edo-Zeit, wobei die Balkenanordnung vermuten lässt, dass der zweite und dritte Stock spätere Erweiterungen sind.
Nach der Meiji-Restauration kam es 1872 zum Abriss der Burgbauten, wobei der Burgturm gegen eine mäßige Summe erworben werden konnte und so erhalten blieb. Danach wurde die Burg der Stadt Maruoka übereignet, der Burgturm wurde 1934 als Nationalschatz eingetragen. Heute ist er als Wichtiges Kulturgut eingestuft. Der Burgturm wurde beim Fukui-Erdbeben von 1948 stark beschädigt, konnte aber wieder hergestellt werden.
Die Burggräben wurden bereits Anfang der Shōwa-Zeit zugeschüttet und zum Teil überbaut. Der Burghügel ist heute vom Kasumigashiro-Park umgeben.